# Telenica
Telenica (chaîne 8), est une chaîne de télévision nicaraguayenne.